# Valeria Haliné

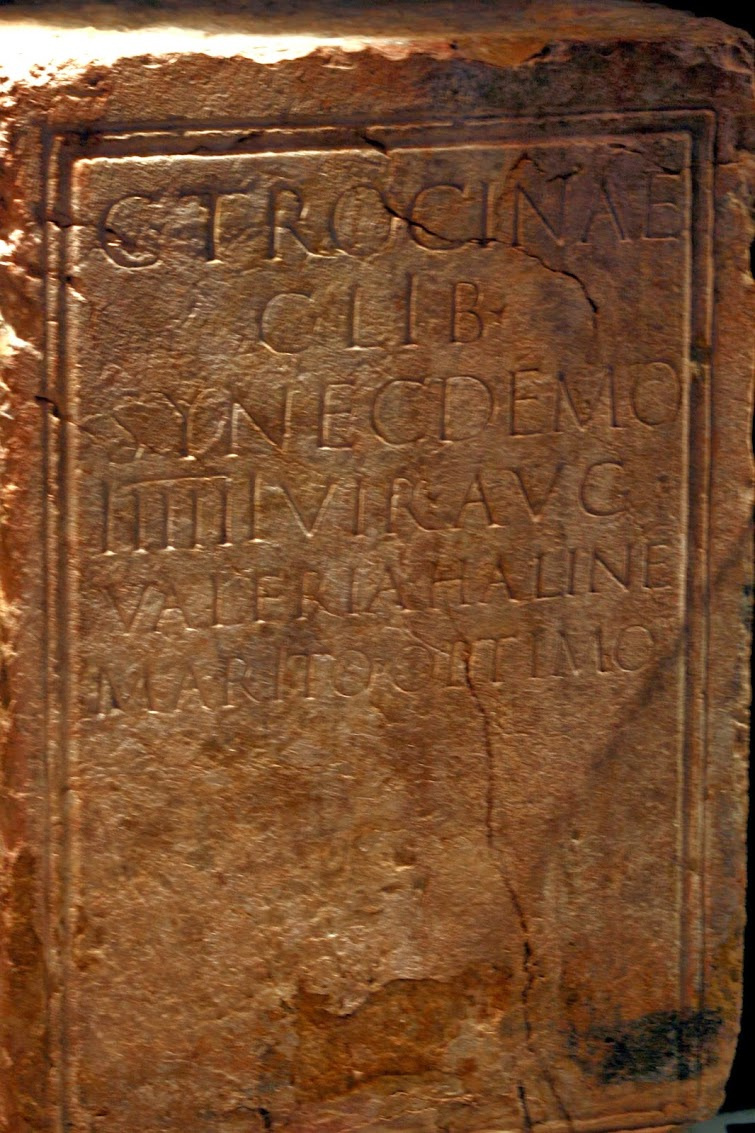
Lápida funeraria romana que se encuentra en el castillo de Castelldefels, dedicada a Gayo Trocina Synecdemo por su esposa Valeria Haliné

Valeria Haliné (Hispania, ss. I - II dC) fue una liberta de origen griego, establecida en el área donde se ubica Castelldefels.
Su apellido denota un origen griego, pero se desconoce si nació en Grecia u otro lugar de habla griega, o si bien sus padres eran esclavos en Hispania y ella ya nació en la península ibérica. Al parecer, había estado anteriormente en Tarraco . Posteriormente fue liberada y se casó con Gayo Trocina Synecdémo, otro liberto, del que se ha teorizado que quizás había sido liberado por Gay Trocina Onésimo, un liberto bien situado en Barcino en época de Trajano . 
Su marido llegó a ser sevir augustal, una especie de magistratura oficial, de la ciudad de Barcino, posiblemente en el templo de Augusto. Al parecer, habría sido dueño de una villa romana en el actual término municipal de Castelldefels, donde se halló una lápida funeraria donada por Valeria Haliné en homenaje a Gayo Trocina Synecdémo, al que califica de «marito optimo» (marido óptimo), que se encontró en 1989 en uno de los tabiques de la iglesia del castillo de la localidad. El cargo que tuvo el marido implica que ambos debieron tener una posición social y económica acomodada en Barcino. Existe la hipótesis que se dedicaban al comercio del vino, porque se han encontrado trozos de ánfora en San Vicente dels Horts, y en San Baudilio de Llobregat con el sello «SYN» y «SYNE», que podrían corresponder a Synecdémo.
Según Liborio Hernández, el de Valeria fue uno de los múltiples matrimonios documentados entre libertos, donde la mujer se casaba con un sevir augustal y aumentaba su estatuto social. A pesar de que el origen de su marido hubiera sido un esclavo, esta magistratura facilitaba una actividad pública que mejoraba la posición social de los que la ostentaban en la jerarquía de la ciudad. Por tanto, Valeria Haliné perteneció probablemente al estrato medio de la sociedad, razón por la cual quiso dejar constancia de su situación y de sus nombres. 
Además, se presume que era conocedora del idioma griego, porque en la lápida de su sepulcro hizo constar los acentos que su apellido y el de su marido llevaban en griego, pero que son inexistentes en la lengua latina.
Desde el año 2017 un instituto de Castelldefels lleva su nombre. 